# Журналістський інтервенціонізм
Журналістський інтервенціонізм — система, що відображає ступінь, в якій журналісти переслідують певну місію та пропагують певні цінності.
Журналістська робота з високим рівнем інтервенціонізму характерна тим, що не є об'єктивною та нейтральною при подачі матеріалів. Інтервенціоністський стиль інформування має на меті впливати на громадську думку. Більше того, «журналістські культури, які дотримуються інтервенціоністського підходу, можуть діяти від імені соціально незахищених груп чи служити рупором політичної партії, для загрози певним інтересам».

## Діапазон журналістського інтервенціонізму
Журналістський інтервенціонізм має місце як у політиці (наприклад, виборчі компанії), так і в мирній журналістиці. Томас Ганіцш, доцент кафедри комунікацій та медіа-досліджень Мюнхенського університету, пропонує континуум, за яким вимірюється ступінь інтервенціонізму: «Полюс інтервенції континууму виявляється в моделях для наслідування, таких як „учасник“, „адвокат“ та „місіонер“, коли журналісти беруть більш активну роль у своїй роботі».
Є два фактори, що взаємозв'язують інтервенціонізм та журналістську культуру: відстань до влади та орієнтація на ринок. Очікується, що журналісти, які нейтральні або опозиційні до чинної влади, будуть більш скептичними, тоді як журналісти, які знаходяться в безпосередній близькості до влади, як правило, більш позитивно оцінюють цю владу в своїх матеріалах. Журналісти, орієнтовані на ринок культури новин, найчастіше, сприймають громадян як споживачів. Журналісти культури, що мають суспільний інтерес, навпаки менш орієнтовані на ринок і сприймають свою аудиторію як громадян, а не споживачів. Вони «випускають новини орієнтовані на демократичні потреби аудиторії» і менш інтервенціоністські.
«Агент критичних змін», одне з чотирьох професійних журналістських середовищ, яке пропонує Ганіцш, має тенденцію «підкреслювати важливість пропаганди соціальних змін, впливу на громадську думку та встановлення денного політичного порядку» та слугує прикладом інтервенціоністського стилю інформування. Ступінь інтервенціонізму в журналістській звітності різниться в різних країнах. У дослідженні, проведеному Томасом Ганіцш, що опитував 2100 професійних журналістів з 18 країн, виявилось, що журналісти незахідного контексту, як правило, є більш інтервенціоністськими у своїх рольових уявленнях та більш гнучкими у своїх етичних поглядах. Згідно з цим дослідженням, 73 % єгипетських журналістів і 68 % турецьких журналістів вважають себе «агентом критичних змін» і, таким чином, досить інтервенціоністськими. У Німеччині лише 10 %, а в США 21 % журналістів вважають себе «агентом критичних змін». Як правило, високий інтервенціонізм зустрічається в журналістській культурі, яка позначена як «прагматична». У прагматичній культурі новин до інформаційних програм буде включено лише політичний матеріал з високою цінністю новин, тоді як інші політичні матеріали будуть виключені. Крім того, заяви предмета журналістського матеріалу використовуються як сировина, з якої журналіст будує свою власну історію.

### Інтервенціонізм у виборчих кампаніях
Під час того, як відбуваються виборчі кампанії журналісти втручаються у процес політичних змін, коли вони, наприклад, орієнтуються на позицію певного політика. Взагалі журналістський інтервенціонізм, швидше за все, має місце в політичній комунікаційній культурі, орієнтованій на медіа. Політикам чи політичним речникам «доводиться сприймати сентенції медіапродукції як свої власні правила, якщо вони взагалі можуть бути в будь-якій позиції для передачі своїх повідомлень». Франк Ессер, професор міжнародних та порівняльних медіа в Цюрихському університеті, провів дослідження про довжину звукових та образних «укусів» (короткі цитати та візуальні образи політиків у телевізійних новинах) з метою аналізу журналістської інтервенції.
У своїй роботі Ессер демонструє, які фактори впливають на журналістське втручання у трансляцію виборчих кампаній (у різних національних контекстах). У професійній журналістиці структура ЗМІ, а також політична структура впливають на ступінь журналістського інтервенціонізму. За цією моделлю інтервенціонізм виникає у політичній культурі, в якій громадська думка викликає недовіру до політичних інститутів. Взагалі інтервенціонізм, швидше за все, виникає тоді, коли засоби масової інформації досягли високого статусу незалежності, особливо від політичного контролю. Як результат, звукові «укуси» політиків в інтервенціоністському звіті, як правило, досить короткі, тоді як від журналістів навпаки довші. Високий інтервенціонізм у виборчій кампанії також призводить до «меншої кількості висвітлення виборчих новин загалом». У інтервенціоністському стилі звітності журналістика стає більш орієнтована на журналістів, а не на політиків або тему, на яку і є конкретне журналістське повідомлення, і таким чином журналісти «використовують свій вплив, авторитет та престиж». Відповідно, інтервенціонізм у ЗМІ високий, коли журналісти власним словом передають зміст виборчих кампаній. Джеспер Стрембак, професор медіа та комунікацій в Університеті Середньої Швеції, і Даніела В. Димитрова, доцент кафедри журналістики та комунікацій Грінлі в Університеті штату Айова, розробили показники, за якими можна виміряти ступінь журналістської інтервенціонізму для, наприклад, виборчих кампаній. Вони визнали такі показники релевантними:
- Тривалість промови політика (визначається журналістом);
- Присутність журналіста. Чим більше журналіст в кадрі, тим більше він є бар'єром між аудиторією та предметом журналістського матеріалу;
- Час виділений на кінцеву промову політика;
- «Lip flaps» — голос журналістів заглушує голос політика і, таким чином, «фактично замовчує політиків»;
- Обрамлення полотна як стратегічної гри через стиль звітування журналіста;
- Ступінь опосередкованості контенту новин — це означає залежність політичної системи від засобів масової інформації; пов'язаний з публіцистичним стилем новинних звітів.

За допомогою цих показників можна виміряти ступінь журналістського втручання у звіті про політичні новини.

### Інтервенціонізм у мирній журналістиці
Мирна журналістика за своєю суттю є інтервенціоністською, оскільки вона активно пропагує мир за допомогою публічного спілкування. Журналісти, які виступають за мир, вже не є нейтральними спостерігачами, а звітують вибірково. «Мирна журналістика — це коли редактори та репортери роблять вибір — про те, які історії повідомляти, і як їх повідомляти». Ганіцш стверджує, що мирні журналісти розуміють свою аудиторію як пасивну, яку потрібно просвітити їх журналістською роботою. Це публіцистична форма, яка функціонує поза цінністю об'єктивності, нейтральності та відстороненості. «Мирна журналістика успадковує нормативний поштовх. Він надає пріоритет миру як його центральній цінності». Це інтервенціоніст, оскільки його основна мета — не звітувати нейтрально, а створювати реальність, наводити приклади та закликати до змін.

## Причини інтервенційного стилю звітування
Однією з причин розвитку інтервенційної журналістики у новинному звіті на політичну тематику є, наприклад, комерціалізація журналістики. Комерціалізація змінює владу від політики до засобів масової інформації, а ЗМІ стають більш центральними в політичному спілкуванні і, таким чином, набувають сили для формування змісту політичних новин. У комерціалізованій системі радіомовлення та «плюралістичній, внутрішньо автономній пресі з високим ступенем політичної автономії» політична комунікація переважає у засобах масової інформації. Крім того, в культурі, в якій громадська думка є досить недовірливою до політичних інститутів, змагальність — а отже, інтервенціоністська журналістика — є соціально прийнятою. Крім того, у незалежній, високопрофесійній журналістській культурі «розвиток автономних та виразно публіцистичних критеріїв» призводить до «проактивного, партійно-віддаленого», отже і інтервенціоністського журналістського стилю.

## Критика
Інтернаціональна журналістика — це не нейтральна форма звітності, яка відхиляється від загальних журналістських цінностей до об'єктивного звітування. Однак важко визначити, в який момент журналістський внесок є інтервенціоністським. «Надзвичайно важко визначити, наприклад, негативне чи позитивне висвітлення політичного діяча чи питання є наслідком партизанської упередженості, характеру подій чи інших факторів». Також з точки зору змісту політичних новин важко «знайти критерій для» відповідної «близькості чи віддаленості політичних речників та журналістів». Таким чином, важко визначити, чи — та в якій мірі — журналіст виступає в ролі інтервенціоніста.